# 斯普林萊克鎮區 (伊利諾伊州塔茲韋爾縣)
斯普林萊克鎮區（英語：Spring Lake Township）是位於美國伊利諾伊州塔茲韋爾縣的一個行政鎮區。

## 地方資料
根據2010年美國人口普查的數據，斯普林萊克鎮區的面積為169.70平方千米，當中陸地面積為162.30平方千米，而水域面積為7.40平方千米。當地共有人口1855人，而人口密度為每平方千米10.93人。